# ジョン・ウォリス
ジョン・ウォリス（John Wallis、1616年11月23日 - 1703年10月28日）は、イングランドの数学者で、微分積分学への貢献で知られている。1643年から1689年までイングランド議会（後には王宮）に暗号研究者として雇われた。また、無限大記号の「∞」を導入したのもウォリスであるとされている。

## 生涯
ケント州アシュフォードで、5人兄弟の3番目として生まれた。アシュフォードの学校に通っていたが、ペストが流行したことから1625年にテンターデンの学校に転校した。1631年、フェルステッドの学校で数学と出会った。ウォリスは数学が気に入ったが、当時の数学は学問としては不十分であり、機械的な計算に重きを置いていた。
医者になることを周囲に望まれ、1632年にケンブリッジ大学エマニュエル・カレッジに入学。そこで当時議論の的でもあった血の循環の学説を学んだ。しかし、彼の興味の中心は数学にあった。1637年に学士号、1640年に修士号を取得し、その後聖職に就いた。1643年から1649年、ウェストミンスター会議で議決権のない筆記者を務めた。1644年、ケンブリッジ大学クイーンズ・カレッジのフェローに選ばれたが、1645年3月14日に結婚した後、辞任しなければならなくなった。
このころ、フェルステッドの学校との関わりから議会派と親交があった。ウォリスは議会派が王党派の暗号文書を解読するにあたって、多大な技術的支援をしている。当時の暗号の出来は玉石混交だった。フランソワ・ビエトのように暗号研究で成功を収めた数学者はいたが、暗号設計や暗号解読法の理論的基盤はまだ確立していなかった。現代のように鍵を基盤とした体系的なものとは異なり、多くの暗号は場当たり的に作られ、秘密のアルゴリズムを採用していた。ウォリスは鍵を使った暗号がより安全だと気づき、それらを「解読不能」と評したが、そのようなアルゴリズムを奨励するほどの自信はなかった。また、海外勢力の暗号の使用に懸念を持ち、例えば1697年にゴットフリート・ライプニッツにハノーファーからの留学生に暗号理論を教えるよう要請され、それを断っている。
1643年 St Gabriel Fenchurch でチャプレンとなっていたが、ロンドンに戻ると後に王立協会設立の母体となる科学者のグループに参加した。1647年、数週間かけてウィリアム・オートレッドの Clavis Mathematicae をマスターし、ついに数学への関心を満足させた。すぐに独自の論文を書き始めた。それは様々な主題を扱い、生涯書き続けることになった。1663年、王立協会フェローに選出された。
ウォリスはチャールズ1世の処刑に反対する穏健な長老派に与し、独立派に長く恨まれることになった。独立派の反対にもかかわらず、ウォリスは1649年にオックスフォード大学のサヴィル幾何学教授（数学の教授職）に選任され、1703年10月28日に亡くなるまでその職にあった。数学以外にも、神学、論理学、英文法、哲学についての著作もあり、聾唖者への教育方法の確立にも関与した。なお聾唖者の教育については、ウィリアム・ホルダーが聾唖者に明朗な話し方を教えるという功績を上げており、ホルダーはウォリスが他人の功績を横取りしたとして非難している。

## 数学

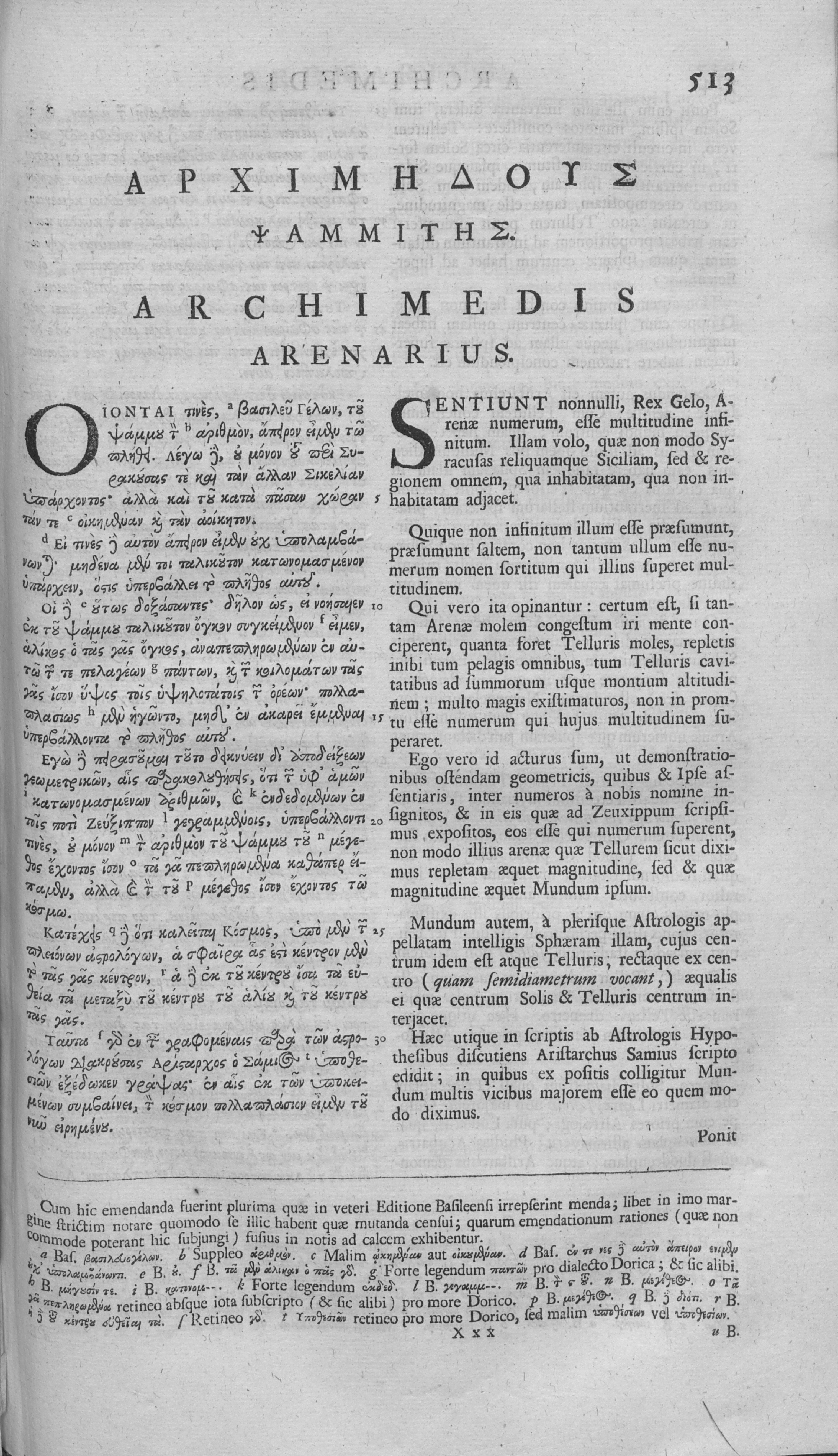
Opera mathematica, 1699

ウォリスは、三角法、微分積分学、幾何学、級数の解析などで多大な貢献をしている。著作の Opera Mathematica I (1695) では "continued fraction"（連分数）という用語を生み出している。
今では当たり前となっている負数が 0 より小さいという考え方をウォリスは不合理だとして拒絶し、スイス人数学者レオンハルト・オイラーと同様に負数は無限大より大きいという見方を支持した。負数が無限大より大きいという考え方は、x を正の大きな数から 0 に近づけていくと 1/x の値が無限大になることを根拠としている。それにもかかわらず、負数を左、正数を右に描く数直線の考え方はウォリスが考案したとされている。

### 解析幾何学
1655年、ウォリスは円錐曲線について解析的に定義した論文を発表している。これは円錐曲線を二次曲線として定義した最初の論文である。これは、ルネ・デカルトの解析幾何学についての業績の難しさと不明瞭さを解明する助けとなった。

### 積分法
ウォリスの最も重要な著作 Arithmetica Infinitorum は1656年に出版された。この論文はデカルトとカヴァリエーリの解析的手法を体系化して拡張したものである。円錐曲線についての節の後、べき乗の標準的記法を自然数から有理数に次のように拡張している。
{\displaystyle x^{0}=1,\ x^{-1}={\frac {1}{x}},\ x^{-2}={\frac {1}{x^{2}}},{\text{ etc.}}}
{\displaystyle x^{1/2}={\text{ square root of }}x,\ x^{2/3}={\text{ cube root of }}x^{2},{\text{ etc.}}}
{\displaystyle x^{1/n}=n{\text{th root of }}x.}
{\displaystyle x^{p/q}=q{\text{th root of }}x^{p}.}
この記法の様々な代数的応用を示した後、積分法に主題を移し、y = xm という曲線と x 軸と x = h という垂線に囲まれた部分の面積が、底辺と高さが同じ平行四辺形の面積に対してこの領域の面積が常に 1/m + 1 という比率であることを証明している。彼は明らかに、y = axm という曲線についても同じことが成り立つと見なしていた（a は任意の定数、m は任意の正または負の数）。しかし、彼が論じたのは m = 2 の場合と m = −1 の場合だけで、後者についての彼の解釈は間違っている。そしてウォリスは次の形式の任意の曲線に同様の結果が得られる可能性があるとした。
{\displaystyle y=\sum _{m}ax^{m}.}
したがって、曲線のy座標が x の様々なべき乗に展開できれば、それも同様に扱えると考えた。つまり例えば、ある曲線の式が y = x0 + x1 + x2 + … と表される場合、その面積は x + x2/2 + x3/3 + … になるとした。次に y = (x − x2)0, y = (x − x2)1, y = (x − x2)2 といった曲線の数値積分にこれを適用し、x = 0 から x = 1 までの部分を計算し、それぞれ 1, 1/6, 1/30, 1/140 などと求めている。次に y = x1/m という曲線を検討し、この曲線と x = 0 と x = 1 で囲まれた部分の面積が同じ底辺と高さの三角形の面積と m : m + 1 の比率だという定理を導いた。これは次の計算と等価である。
{\displaystyle \int _{0}^{1}x^{1/m}\,dx.}
彼は m = 2 の場合について放物線を使って詳述している。続いて y = xp/q という形の曲線を論じているが、証明はしていない。
ウォリスは上述の曲線の方程式を一般化するに当たって、かなりの巧妙さを見せている。しかし彼は二項定理を知らず、{\displaystyle y={\sqrt {1-x^{2}}}} という式を x のべき乗の多項式に展開できなかったため、円の求積ができなかった。そこで彼は内挿の原理を使った。円の式 {\displaystyle y={\sqrt {1-x^{2}}}} と座標軸で囲まれる部分の面積は、{\displaystyle y=(1-x^{2})^{0}} と {\displaystyle y=(1-x^{2})^{1}} という曲線の幾何平均であるため、部分円の面積 {\displaystyle \int _{0}^{1}{\sqrt {1-x^{2}}}\,dx=\pi /4} は、次の2つの値の幾何平均で近似できると考えた。
{\displaystyle \int _{0}^{1}(1-x^{2})^{0}\,dx{\text{ and }}\int _{0}^{1}(1-x^{2})^{1}\,dx.}
これらの値はそれぞれ 1 と 2/3 であり、その幾何平均は π を {\displaystyle 4{\sqrt {\tfrac {2}{3}}}=3.26\cdots } とした場合と等価である。しかし、ウォリスは 1, 1/6, 1/30, 1/140, … という級数が実際に得られているのだから、1 と 1/6 の間で内挿される項はこの級数の法則に従うはずだと考えた。この精巧な手法をここで詳述することはできないが、内挿した項の値は次のような式と等価となる。
{\displaystyle {\frac {\pi }{2}}={\frac {2}{1}}\cdot {\frac {2}{3}}\cdot {\frac {4}{3}}\cdot {\frac {4}{5}}\cdot {\frac {6}{5}}\cdot {\frac {6}{7}}\cdots .}
これがウォリス積として知られている。
この著作では連分数についても論じている。
数年後の1659年、ウォリスはブレーズ・パスカルの提案したサイクロイドについての問題の解を含む論文を発表している。その中で Arithmetica Infinitorum で展開した理論を代数曲線の求長法に使う方法を説明している。そこで x3 = ay2 という曲線の長さを求めてみせている。この解法は1657年に弟子のウィリアム・ニールが発見した。それまで楕円や双曲線の長さを求める試みは全て失敗していたため、曲線の長さは求めることができないとされ、特にデカルトはそのように主張していた。円以外の曲線では対数螺旋の長さをエヴァンジェリスタ・トリチェリが既に求めていたが、ニールとウォリスが代数曲線にまでそれを拡張したのは画期的だった。サイクロイドの長さは1658年にクリストファー・レンが求めている。

### 物体の衝突
1668年、王立協会は数学者らに物体の衝突についての理論を求めた。ウォリス、クリストファー・レン、クリスティアーン・ホイヘンスが似たような正しい解答を提出している。いずれも今では運動量と呼ばれるものに基づいているが、レンとホイヘンスが完全な弾性体を対象として論を構築したのに対し、ウォリスは不完全な弾性体も考慮していた。その後1669年には静力学、1670年には動力学について同様のことが行われ、当時、それぞれの分野のレベルがどうだったのかがよく分かる。

### 代数学
1685年、ウォリスは Algebra を出版した。この著書には代数学の発展の歴史も記されており、貴重な情報が含まれている。1693年の第2版は大幅に増補されている。この著作は数式の体系化を行っている点が注目に値する。

### 幾何学
ウォリスはピタゴラスの定理を相似な三角形を使って証明したとされている。しかし、アラビアの数学者サービト・イブン＝クッラ（901年没）が6世紀前にピタゴラスの定理のあらゆる三角形への一般化を行っていた。ウォリスがサービトの業績を知っていた可能性は高い。ウォリスはナスィールッディーン・トゥースィーの息子 Sadr al-Tusi の業績、特に平行線公準も知っていた。ウォリスは平行線公準についても後に考察を残している。

### 暗算能力
ウォリスは暗算能力に優れていた。寝つきが悪いため、ベッドに横たわりながら暗算をすることが多かった。ある晩、ある数の平方根を53桁まで暗算したことがある。翌朝、脳裏に焼きついていたその平方根の27桁までをスラスラと書いたという。この特異な能力は当時重大視され、王立協会の事務総長ヘンリー・オルデンバーグは人を派遣してウォリスがどうやって暗算しているのか調査させた。そして、1685年の『フィロソフィカル・トランザクションズ』誌にこれについての考察を掲載している。

### ホッブズとの論争
1650年代中頃、ウォリスとトマス・ホッブズとの間に論争が起き、それが長く続くことになった。ホッブズの著作『物体論』（1655年）に数学的誤りがあることを数学者らが指摘したことが発端となった。ホッブズは円積問題を解いたと主張し、1670年代まで両陣営が主張し合う形で論争が続いた。

## その他の業績

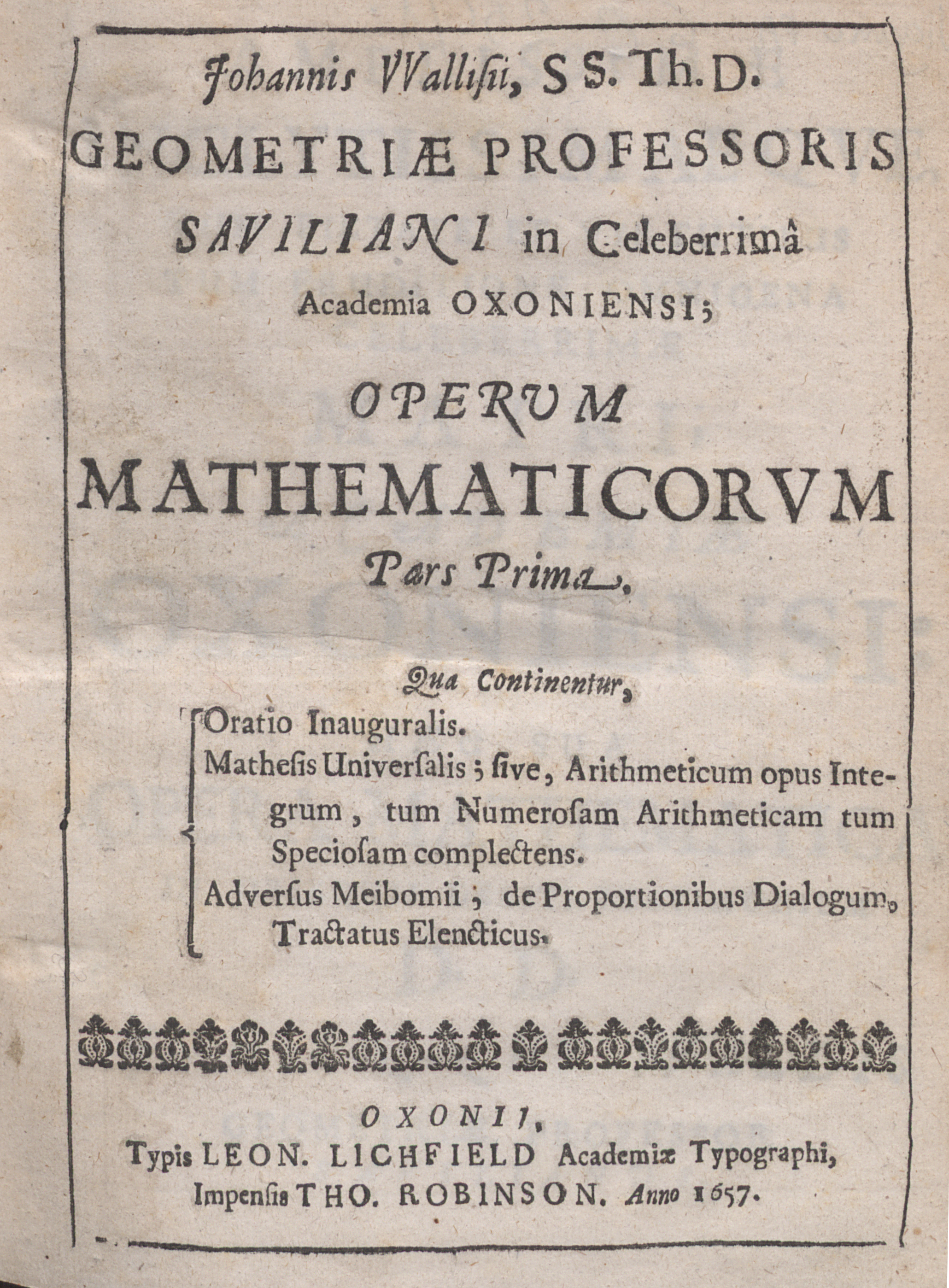
Opera mathematica, 1657

1687年の著書 Institutio logicae は広く読まれた。また、Grammatica linguae Anglicanae は英文法についての著作で、18世紀にも出版されている。神学関係の著書もある。

## 小説
ウォリスは、イアン・ペアズの歴史推理小説 An Instance of the Fingerpost にあまり好ましくない人物として登場している。